# Tarom
TAROM (sigla para Compania Națională de Transporturi Aeriene Române) é a companhia aérea nacional da Romênia, com sede em Bucareste. Sua base é o Aeroporto Internacional Henri Coandă. É controlada pelo Estado, que detêm 97,22% das ações. O nome TAROM é uma sigla para Transporturile Aeriene Române (Transportes Aéreos Romenos).

## História

### O começo
A história da Companhia Nacional de Transporte Aéreo Romena pode ser traçada desde 1920, quando foi fundada a CFRNA (em francês:  Compagnie franco-roumaine de navigation aérienne, em romeno:  Compania franco-română de navigație aeriană, Companhia Franco-Romena de Navegação Aérea). A companhia aérea utilizou aeronaves Potez 15, construídas na França, para seus serviços de passageiros e de correio entre Paris e Bucareste, passando por várias cidades da Europa Central. Em 1925, a cidade de Galați tornou-se o primeiro destino na Romênia servido por voos regulares seguidos, a partir de 24 de junho de 1926, por um serviço prolongado para Iași e Chișinău. Dez de Havilland DH.9 e cinco Ansaldo A.300, além da aeronave Potez, operavam o serviço.
Em 1928, a companhia aérea mudou seu nome para SNNA (em romeno:  Serviciul Național de Navigație Aeriană, Serviço Nacional de Navegação Aérea). Em 1930, a empresa adotou o nome LARES (em romeno:  Liniile Aeriene Române Exploatate de Stat, Linhas Aéreas Operadas pelo Estado da Romênia) e em 1937 viu-se a fusão da LARES com sua concorrente, a SARTA (Societatea Anonimă Română de Transporturi Aeriene).

### Pós-Segunda Guerra Mundial
Imediatamente após a Segunda Guerra Mundial, em 1945, quando a União Soviética ampliou sua influência na Europa Oriental, uma nova reorganização substituiu a LARES pela TARS (Transporturi Aeriene Româno-Sovietice), de propriedade conjunta dos governos da Romênia e da União Soviética. As operações domésticas foram iniciadas a partir de Bucareste (Aeroporto Băneasa) em 1 de fevereiro de 1946, quando a TARS assumiu todos os serviços aéreos e aeronaves da LARES.
Na década seguinte, a parte soviética da empresa foi comprada pelo governo romeno e, em 18 de setembro de 1954, a companhia aérea adotou o nome de TAROM (em romeno:  Transporturi Aeriene Române, Transporte Aéreo Romeno). Em 1960, a TAROM estava realizando voos para uma dúzia de cidades em toda a Europa. Em 1966 realizou a operação de seu primeiro voo transatlântico. Em 14 de maio de 1974, lançou um serviço regular para a cidade de Nova York (Aeroporto Internacional John F. Kennedy).
Fazer parte do grupo regional de companhias aéreas dos estados do Bloco Leste significava que, durante grande parte de sua história, a TAROM operou aeronaves projetadas pelos soviéticos. Estes incluíram os turboélices de longo alcance Lisunov Li-2, Ilyushin Il-14 e Ilyushin Il-18, o avião a jato de longo alcance Ilyushin Il-62, o turboélice regional Antonov An-24 e o jato Tupolev Tu-154 de médio alcance. Como foi o caso com um número de outras nações, o Il-62 foi o primeiro avião a jato de longo alcance a ser colocado em operação pela Romênia, em 1973. Cinco exemplos (três Il-62 e duas versões do mais recente Il-62M) foram propriedade da TAROM, que também alugou a aeronave a outros operadores.
Uma exceção às aeronaves de fabricação soviética foi feita em 1968, quando a TAROM comprou seis BAC One Eleven 400s para destinos na Europa e no Oriente Médio, e em 1974, quando adquiriu aeronaves Boeing 707 para compartilhar suas operações de longa distância com a Il-62. Também foram feitos planos para comprar Vickers VC10, mas no final os soviéticos não permitiram, e forçaram a compra do Il-62. Com 59 aeronaves em operação, no final da década de 1970, a TAROM tinha a maior frota do bloco oriental, depois da Aeroflot.
Em 1978, um contrato foi assinado com o Reino Unido, permitindo que a Rombac fabricasse o BAC One Eleven em Romaero, próximo a Bucareste. Enquanto isso, as aeronaves de longo alcance 707 e Il-62 operavam em Nova York (via Amsterdã, depois Londres e finalmente Viena), Abu Dhabi-Bangkok-Cingapura e Karachi-Pequim. A TAROM era a única companhia aérea do bloco de leste a realizar voos para Tel Aviv, Israel.
Em meados da década de 1980, a TAROM alugou jatos Tupolev Tu-154 para a Guiana Airways e também apoiou essas aeronaves que eram operadas em serviço regular de passageiros entre Georgetown, Guiana, na América do Sul, e Miami e Nova York.

### Década de 1990
Após o colapso do regime comunista em 1989, a companhia aérea, operando uma frota de 65 aeronaves de seis tipos básicos, conseguiu adquirir mais jatos construídos no Ocidente. Em 1993, a TAROM havia introduzido voos de longa distância para Montreal e Bangkok usando aviões Ilyushin Il-62 e Airbus A310.
Durante a década de 1990, a TAROM substituiu sua frota de longo curso de Boeing 707 e IL-62 por aeronaves Airbus A310 (a última Il-62 sendo vendida em 1999). Em 2001, a companhia aérea cancelou seus serviços de longa distância sem fins lucrativos para Bangcoc e Montreal e também rescindiu serviços para os destinos intercontinentais remanescentes de Beijing em 2003, Chicago em 2002 e Nova York em 2003.
A TAROM rescindiu os serviços domésticos deficitários para Craiova, Tulcea, Caransebeș e Constanța e concentrou a sua actividade em serviços para destinos chave na Europa e no Médio Oriente. 2004 foi o primeiro ano lucrativo da última década.

### A partir de 2000
A TAROM está se recuperando de um período difícil que começou na década de 1990, quando foram registradas perdas de até US $ 68 milhões por ano, causadas por rotas não lucrativas. No início do novo milênio, a companhia aérea iniciou um programa que visava restaurar a lucratividade. Isto foi conseguido através da cessação de serviços intercontinentais deficitários. A TAROM decidiu concentrar suas operações em Bucareste (Aeroporto Internacional Henri Coandă) (OTP) e no Aeroporto Internacional Cluj-Napoca (CLJ), e iniciou voos internacionais diretos do Aeroporto Internacional de Sibiu.
Um programa de atualização da frota começou em 2006 com a aquisição de quatro Airbus A318, três Boeing 737-800 e dois ATR 72-500, o que resultou em um aumento de frota para 26 em 2009.
A companhia aérea tinha um programa de passageiro frequente "Smart Miles", que foi transformado em Flying Blue em 5 de junho de 2010. Os acordos de codeshare com empresas parceiras estrangeiras estão em vigor para várias rotas internacionais. Em 25 de junho de 2010, a TAROM ingressou na SkyTeam como o décimo terceiro membro da aliança.
A partir de novembro de 2012, de acordo com a legislação da empresa estatal romena, TAROM foi liderado por um gestor privado, o belga Christian Heinzmann ocupando os cargos de CEO e Accountable Manager até março de 2016. Durante a liderança de Heinzmann, a empresa reduziu suas perdas financeiras mais de 75%, aumentou seu número anual de passageiros para um recorde de 2,4 milhões e estabilizou seu fator de capacidade em cerca de 70%. Contudo, reformas abrangentes como a renovação e harmonização da frota, bem como a criação de centros de lucro, como os serviços TAROM Maintenance e TAROM Charter, não foram realizadas devido à constante falta de decisão do conselho de administração da empresa.
Em 29 de outubro de 2016, a TAROM retirou os dois Airbus A310-300 restantes após um voo final de Madri para Bucareste. Os A310 serão substituídos por novos aviões menores. Em maio de 2017, a TAROM recebeu seu primeiro de dois Boeing 737-800s arrendados. Outras duas ex-Malaysian Airlines 737-800 foram adicionadas à frota em 2018 e um contrato para cinco Boeing 737 MAX 8 foi assinado com entregas declaradas para começar em 2023.

## Aliança
Em 2006, a TAROM estava programada para ingressar na SkyTeam como membro associado (patrocinado pela Alitalia), mas a entrada na aliança foi adiada para 2008. Em 7 de maio daquele ano, a SkyTeam assinou um Acordo de Adesão da SkyTeam Alliance (SAAAA) com a TAROM. Em 22 de junho de 2010, a SkyTeam anunciou que havia renovado seu programa de afiliação, tornando a TAROM um futuro membro pleno da aliança. Em 25 de junho de 2010, a TAROM tornou-se membro de pleno direito da SkyTeam.

## Frota
A frota da Tarom em 2025 era composta pelas seguintes aeronaves:
2 ATR 72-500
4 ATR 72-600
4 Boeing 737-700
4 Boeing 737-800
Total:14 Aeronaves

## Logotipo e pintura
O logótipo TAROM, que representa uma andorinha em voo, tem sido utilizado em todas as aeronaves da TAROM desde 1954. É por vezes confundido com o logótipo semelhante da LOT Polish Airlines, que apresenta um grou em voo. Na década de 1970, o logotipo na cauda foi pintado em vermelho, com uma linha vermelha. O uniforme apresentado no início da década de 1990 (no Airbus A310) é um esquema geral em branco com os títulos e o tailfin pintado em azul escuro. O esquema de cores atual (introduzido em 2006 no A318) é uma versão ligeiramente modificada do anterior, com um logotipo superdimensionado no tailfin, e os pods do motor também pintados em azul escuro.

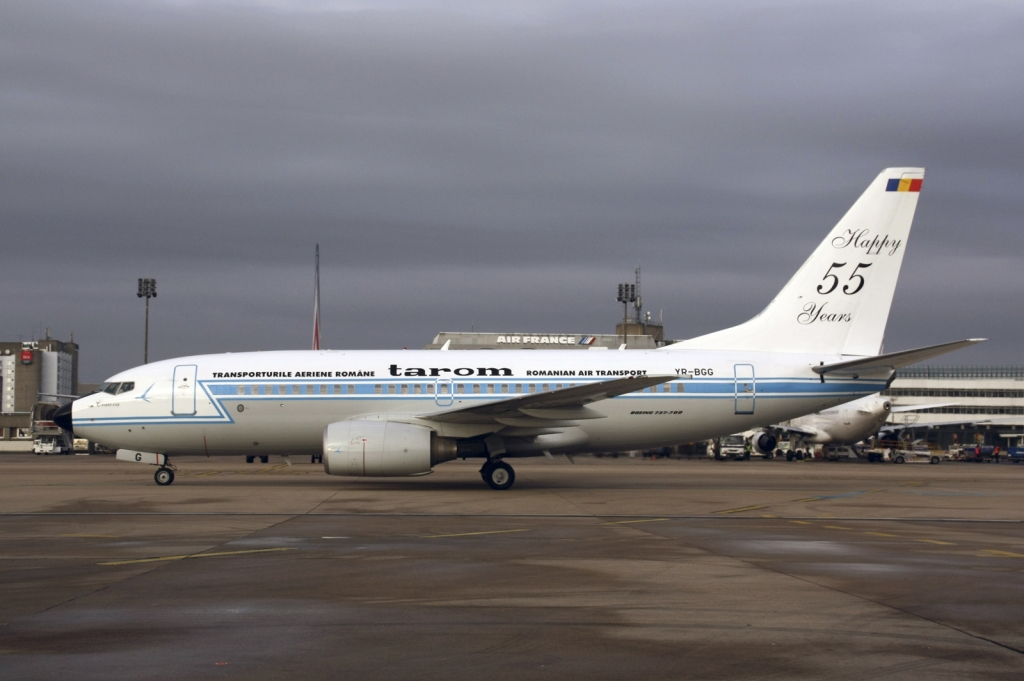
Boeing 737-700 pintado em comemoração ao 55º aniversário da empresa

Todas as aeronaves da frota da TAROM recebem um "nome" que é um topônimo romeno. Por exemplo, os nomes das aeronaves ATR na frota estão relacionados com os rios da Roménia, os aviões Boeing têm nomes de cidades romenas, os aviões de longo curso da Airbus ostentam nomes de províncias romenos, enquanto os Airbus A318 ostentam nomes de aviação romena. pioneiros.
Em 2009, marcando o 55º aniversário da companhia aérea, um Boeing 737-700 (YR-BGG "Craiova") foi pintado em um esquema retrô de jato, representando a primeira pintura da companhia aérea usada nos anos 1950 na aeronave Lisunov Li-2.